# Устиново (Кімрський район)
Устиново (рос. Устиново) — присілок в Кімрському районі Тверської області Російської Федерації.
Населення становить 227 осіб. Входить до складу муніципального утворення Устиновське сільське поселення.

## Історія
Від 2005 року входить до складу муніципального утворення Устиновське сільське поселення.

## Населення
| 1859 | 1887 | 1920 | 1997 | 2002 | 2010 |
| ---- | ---- | ---- | ---- | ---- | ---- |
| 82   | ↘73  | ↗102 | ↗249 | ↗270 | ↘227 |